# Hector Mithobius (Mediziner)
Hector Mithoff, latinisiert Mithobius (* 20. Dezember 1532 in Marburg, Landgrafschaft Hessen; † 10. April 1607 in Hannover), war ein Arzt und Astronom sowie Stadtphysikus in Hannover.

## Leben
Hector Mithoff war der älteste Sohn des Arztes Burkhard (III.) Mithoff (1501–1565) und dessen Ehefrau Amalia Brook (1510–1589). Der Vater lehrte seit 1531 an der Universität Marburg. Hector besuchte zunächst dort die Schule. Schon als Kind wurde er 1543 in die Matrikel der Universität Marburg eingeschrieben. Danach studierte er in Wittenberg, wo er sich am 4. Juni 1549 in die Matrikel der Universität einschrieb.
Anschließend unternahm Hector Mithobius eine Reise nach Holland und nach Italien, wo er am 7. Oktober 1558 an der Universität in Bologna zum Doktor der Medizin promoviert wurde.
Nach der Rückkehr wurde er von Erich II., Herzog zu Braunschweig-Lüneburg, als Arzt (Archiater) an den Hof nach Lüneburg bzw. Hannover berufen. Dem Herzog Wilhelm und dessen Sohn Ernst diente er 27 Jahre lang als Leibarzt. Ab 1568 war er in Hannover auch Stadtphysicus.
Neben der Medizin widmete er sich auch der Astronomie. Offenbar lernte er von seinem Vater das Schreiben von Kalendern und Prognostiken, denn dieser hatte bereits seit mindestens 1539 Vorhersagen („Practica Deutsch“) und Wandkalender in Erfurt drucken lassen und herausgegeben. Die ältesten von Hector verfassten Schreibkalender sind in der Universitätsbibliothek Rostock überliefert (für 1571: der „Schreib-Almanach“; der niederdeutsche „Almanach“). Offenbar übernahm Hector Mithobius mit dem Jahrgang 1581 den großen Schreibkalender von Moritz Steinmetz, denn dieser wechselte 1581 den Drucker. Gemäß einer Aussage von David Herlicius soll auch Bernhard Messing in Lübeck unter dem Namen von Hector Mithobius Kalender veröffentlicht haben.

## Familie
Mithoff heiratete am 19. Februar 1560 in Hann. Münden Elisabeth Vogel (1540–1608) und hatte mit ihr acht Kinder. Einer seiner Söhne war der Jurist Hector Mithobius (1561–1647), Rat des Herzogs Franz II. von Lauenburg. Der Sohn Moritz (1567–1634) war Amtmann in Seesen. Der weitere Sohn Conrad (1575–1633) wurde Rat und Leibmedicus des Herzogs Christian.

## Schriften
- Kurtze und einfaltige betrachtung, des jtzo erschinenen Cometen, welcher gesehen ist worden im Jar 77. den 11. Novembris […]. Magdeburg 1578.
- Deutsche Kalender: 1571[?]–[?] Schreib-Almanach, bei Wolfgang Kirchner, Magdeburg; 1581–1596[?] Schreibkalender, bei Melchior Sachse d. J., Erfurt.; 1580[?]–1584[?] Schreibkalender.
- Niederdeutsche Kalender: 1571[?]–[?]: Almanach vp dat Jar; [?]–1599[?]: Almanach unde Practica.